# زاكارياس هيلدبرانت
زاكارياس هيلدبرانت (بالألمانية: Zacharias Hildebrandt)‏ هو صانع آلات أرغن ألماني، ولد في 1688 في Ziębice ‏ في بولندا، وتوفي في 1757 في درسدن في ألمانيا.